# Yishay Garbasz
Yishay Garbasz, née en 1970 en Israël, est une artiste interdisciplinaire transgenre qui travaille dans les domaines de la photographie, de la performance et de l'installation. Ses principaux sujets de travail sont le traumatisme et la transmission de la mémoire post-traumatique. Elle travaille également sur les questions d'identité et d'invisibilité des femmes transgenres,.

## Biographie
Yishay Garbasz a appris à écrire à l'âge de 25 ans au Landmark College (en).
Entre 2000 et 2004, elle étudie la photographie avec le photographe américain Stephen Shore au Bard College, à New York.
En 2004 et 2005, elle reçoit la bourse Thomas J. Watson.
Elle vit à Berlin depuis 2005 et a également vécu à Taiwan, en Thaïlande, au Japon, en Corée, en Israël, aux États-Unis et en Angleterre.
En 2014, elle est victime d'un empoisonnement à la résine époxy lors de sa résidence en Corée du Sud. Elle en conserve des séquelles et a développé de l'asthme professionnel et des problèmes pulmonaires chroniques. Elle est également la première triathlète transgenre d'Allemagne. Yishay Garbasz est par ailleurs ouvertement lesbienne,.

## Œuvres remarquables

### 2004-2009
Dans son oeuvre Sur les traces de ma mère, l'artiste explore les souvenirs traumatiques hérités de sa mère, rescapée de l'Holocauste. Pour ce projet, l'artiste a visité tous les endroits touchés par la vie de sa mère au cours de cette période. Le projet consistait en une exposition (Tokyo Wonder Site 2009, Wako Works of Art 2009, et Busan Biennale 2010) et un livre. Ce livre a été nommé pour le prix allemand du livre photo en 2009.

### 2008-2010
Dans son projet Becoming, l'artiste explore son propre corps et les changements survenus dans son corps un an avant et un an après son opération d'affirmation de genre à travers la création d'un zootrope à échelle humaine. Ce projet a également pris la forme d'un flip book publié en 2010 par Mark Batty Publisher. Le projet a également été inclus dans la Biennale de Busan en 2010,,. Pour ce travail, Yishay Garbasz a reçu en 2010 le prix de la femme cinéaste berlinoise de l'année.

### 2010
Dans son projet Eat Me Damien, Yishay Garbasz regarde et se moque des pratiques prédatrices du monde de l'art et du commerce mondial. Dans cette œuvre, l'artiste place ses testicules prélevés lors d'une opération d'affirmation de genre dans un aquarium contenant du formaldéhyde, projet qui rappelle le travail de l'artiste britannique Damien Hirst,. Yishay Garbasz a déclaré qu'elle avait toujours prévu d'utiliser ses organes génitaux d'une manière ou d'une autre et que cette idée spécifique l'avait emporté grâce à son titre.

### 2011
Dans son Number Project, Yishay Garbasz se marque avec le numéro de matricule attribué à sa mère dans le camp nazi d'Auschwitz. Elle a photographié son bras ainsi qu'elle-même pendant un mois alors que la chair guérissait presque. Son objectif était de relier ce numéro après la mort de sa mère à la vie quotidienne afin de créer un lien avec le passé et de ne pas perdre quelque chose qui était constitutif de la vie de sa mère.

### 2014
Rituel et réalité explore le traumatisme de la catastrophe nucléaire de Fukushima. Des photographies et des vidéos couleur (chacune d'une durée de 9 à 12 minutes) sont accompagnées d'un audioguide qui décrit le voyage de trois semaines de l'artiste à travers la zone d'exclusion de Fukushima en 2013 ainsi que les conséquences plus générales de la catastrophe nucléaire,.

### 2015
Connexions rompues : faites ce que je dis ou ils vous tueront est une exploration de la façon dont les clôtures, en tant que barrières physiques, créent une peur qui permet aux gouvernements de manipuler leur peuple. Cette œuvre a été exposée à la Ronald Feldman Gallery de New York en 2015. Elle se centre sur les voyages de l'artiste en Corée, à Belfast et en Cisjordanie, où la proximité des groupes belligérants n'est séparée que par de ce genre de barrières. Yishay Garbasz a utilisé une combinaison de photographies, de vidéos et de sculptures pour l'exposition. Dans une interview, l'artiste développé l'idée selon laquelle les barrières concernent « l'altérité » et que « moins vous avez de contacts, plus il est facile de faire de l'autre un monstre », revenant sur ses luttes personnelles en tant que femme transgenre.